# نقاش (مهنة)

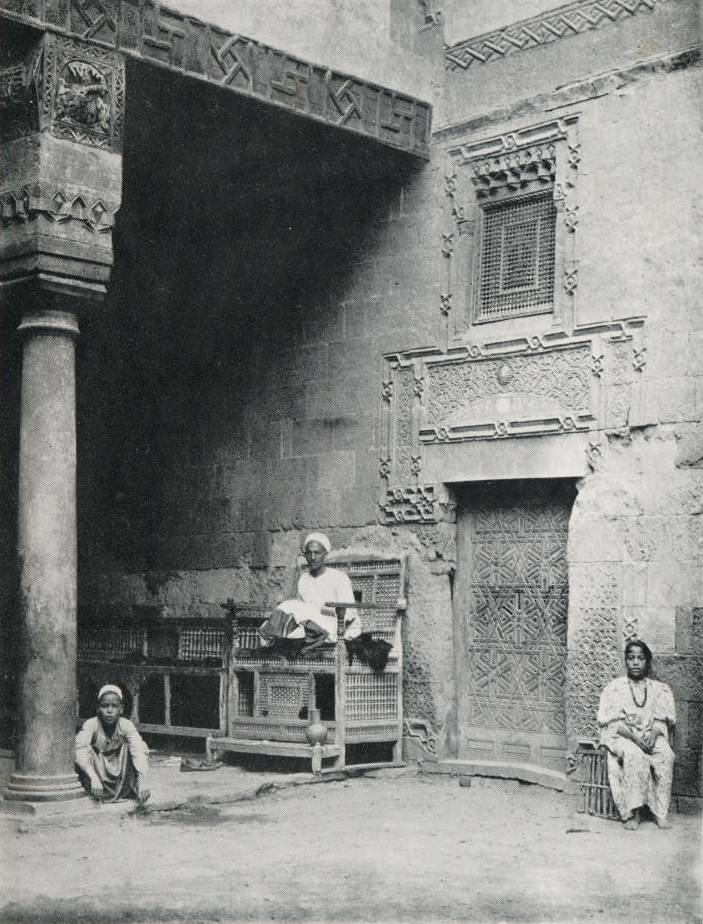
بيت مصري منقوش بزخارف سنة 1906م

النقّاش هو من امتهن النقاشة، فهو الشخص الذي يعمل في مجال المحارة والدهانات والزخرفة، وتعتبر من أصعب المهن لما تحتاجه من تركيز شديد ومجهود بدني كبير فالنقاش يحتاج التركيز في استخدام الأدوات لكى ينجز عمل متناسق مريح للعين ويرضى النفس وتحتاج لمجهود بدنى شاق لما يبذله النقاش في دهان الأماكن العالية والأماكن الضيقة والجدران غير المناسبة
اماكن تواجد النقاشين. يعتبر حي مصر القديمة في مصر من أكثر الأماكن التي يوجد بها نقاشون.